# License to Drive
License to Drive (Papá Cadillac en España y Sin licencia para manejar en América) es una película estadounidense de 1988, dirigida por Greg Beeman.

## Argumento
Les es un adolescente a quien suspenden del examen para obtener su licencia de manejo, por lo que decide engañar a todos diciendo que ha aprobado para poder manejar el clásico Cadillac de su abuelo y así conquistar a la chica de sus sueños: Mercedes Lane.

## Datos

### Producción
La producción comenzó en octubre de 1987 y fue completada en diciembre del mismo año. La producción fue llevada a cabo por las productoras 20th Century Fox y Davis Entertainment, esta última fundada en 1988 por John Davis, siendo License to drive su primera película. La película se llamó originalmente To Live and Drive in L. A (Vivir y manejar en Los Ángeles).
Aparece un Ferrari 308 GTS de 1978, en el que ambos protagonistas viajan a bordo.

### Locaciones de rodaje
La película se rodó totalmente en varias zonas de Los Ángeles, California:
- Brentwood (Los Ángeles)
- Downey (California)
- Echo Park (Los Ángeles)
- Parque Griffith
- Interestatal 710
- Westchester (Los Ángeles)

## Personajes y elenco
- Corey Haim - Les Anderson
- Corey Feldman - Dean
- Carol Kane - la señora Anderson
- Richard Masur - el señor Anderson
- Heather Graham - Mercedes Lane
- Michael Manasseri - Charles
- Harvey Miller - el profesor
- Michael A. Nickles - Paolo
- Nina Siemaszko - Natalie
- Grant Goodeve - examinador de Natalie
- James Avery - examinador de Les
- Grant Heslov - Karl
- Michael Ensign - profesor/chofer de autobús
- Helen Hanft - la señorita Hellberg
- Christopher Burton - Rudy

### Doblaje hispanoamericano
Se realizó en México.
- Alfonso Obregón Inclan - Dean.
- Jorge Fink - Mr. Anderson.[cita requerida]